# أبو طبر (مسلسل)
أبو طبر هو مسلسل عراقي، تم إنتاجه 1 أغسطس 2011 وهو من إخراج سامي جنادي وتأليف حامد المالكي من إنتاج قناة البغدادية.

## قصة المسلسل
قصة المسلسل مأخوذة من قصة حقيقية حدثت في بغداد سنة 1973 و1974 وتدور حول شرطي سابق اسمه (أبو طبر) يقوم بعدة جرائم غير إنسانية من قتل واغتصاب وسرقة ويدخل البيوت ويقتل الناس وهم نيام وكان يتلذذ بالدماء وكان يشاركه إخوانه مع ابن أخته وزوجته الحامل.

## الممثلون
- كاظم القريشي[2]
- حسام فريد
- عبير فريد
- كريم محسن
- حسن هادي
- هند طالب
- عبد القادر الحلبي
- ذو الفقار خضر
- مناف طالب
- كريم عواد
- عبد المطلب السنيد
- آسيا كمال
- جمانة فؤاد سالم
- خاد أحمد مصطفى
- حسين عجاج
- ناهده الرماح
- ناريمان الصابوري
- تمارة جمال
- ميثم صالح
- نادين قدور
- سليمة خضير
- عبود الأحمد